# Заречный (городской округ Коломна)
Заре́чный — посёлок в городском округе Коломна Московской области. До 2017 года относился к Биорковскому сельскому поселению Коломенского района. Население — 673 чел. (2010). 

## География
Расположен в 13 км к востоку от Коломны.

## Население
| 2002 | 2006 | 2010 |
| ---- | ---- | ---- |
| 755  | ↗762 | ↘673 |

## Предприятия
АО «Гололобовский кирпичный завод»,  деятельность которого приостановлена в начале 2016 года.